# Szinnyei Júlia
Szinnyei Júlia, születési nevén Szinnyay Ilona Henrietta, névváltozata: Szinnyei Ilona (Kispest, 1914. május 3. – Budapest, 1986. augusztus 20.) magyar író.

## Élete
Szinnyay József gépészmérnök és Mihók Henrietta Stefánia tanítónő lánya. Jómódú középosztálybeli család sarja, az irodalmat édesapja kedveltette meg vele. Érettségi vizsgáját Pécsett tette le. 1932-től közölte írásait a Pécsi Napló és a Sorsunk. Az 1960-as évek elejétől Budapesten élt. Regényeket és ifjúsági regényeket írt, gyakori témája az emancipáció ellentmondásokkal kísért folyamata.

## Művei
- A szőlőboszorkány (regény, Budapest, 1958)
- Hajnal (regény, Budapest, 1959)
- Öreg mandulafák (regény, Budapest, 1960)
- Nyolc látogató (regény, Budapest, 1961)
- A kékfedelű füzet (ifjúsági regény, Budapest, 1962)
- Átok (regény, Budapest, 1963)
- Felhőtlen ég (ifjúsági regény, Budapest, 1963)
- Erdészház (ifjúsági regény, Budapest, 1964)
- Vasárnap délután (regény, Budapest, 1965)
- Elzúgó pillanat (regény, Budapest, 1967)
- Bátran szeretni (regény, Budapest, 1968)
- Hosszú fiatalság (regény, Budapest, 1970)
- Megnőnek a fák (regény, Budapest, 1972)
- Amiért élünk (regény, Budapest, 1974)
- Napraforgó (regény, Budapest, 1976)
- Szivárványhíd (regény, Budapest, 1976)
- Hárman egy ketrecben (regény, Budapest, 1977)
- Egy fiú Rómából (Budapest, 1978)
- Szenvedély (regény, Budapest, 1979)
- Genovéva fiai (regény, Budapest, 1982)
- A kút árnyékában (regény, Budapest, 1984)
- A madarak hangja (Budapest, 1987)